# Ferrari 555 F1
Ferrari 555 F1, znany także jako Ferrari 555 Supersqualo – samochód Formuły 1 konstrukcji Ferrari, zaprojektowany przez Aurelio Lamprediego. Uczestniczył w pięciu Grand Prix w latach 1955–1956.

## Historia
W sezonie 1954 w Formule 1 dominował Mercedes ze swoim modelem W196. Enzo Ferrari polecił zatem udoskonalenie modelu 553, aby móc nawiązać rywalizację z Mercedesem. Zmiany obejmowały w szczególności przeprojektowanie nadwozia i zawieszenia. Miało to poprawić prowadzenie pojazdu, na które narzekali kierowcy Ferrari w 1954 roku.
Debiut 555 przypadł na nieoficjalne Grand Prix Bordeaux, zaś w Mistrzostwach Świata zadebiutował w Grand Prix Monako 1955. Pojazd nie spełnił oczekiwań Ferrari, ustępując nie tylko Mercedesowi, ale też Maserati i Lancii. Kierowcy modelu 555 zdobyli tylko dwa podia, a rozwój pojazdu zakończył się po Grand Prix Włoch 1955.
Ferrari 555 był ostatnim modelem Ferrari Formuły 1 z silnikiem R4. W 1956 roku został zastąpiony D50. Zbudowano cztery egzemplarze pojazdu.

## Wyniki
| Legenda oznaczeń w tabelach wyników Wyświetl szablon na nowej stronie | Legenda oznaczeń w tabelach wyników Wyświetl szablon na nowej stronie                                                                     |
| Oznaczenie                                                            | Wyjaśnienie |
| --------------------------------------------------------------------- | --- |
| Złoty                                                                 | Zwycięzca lub mistrzostwo |
| Srebrny                                                               | 2. miejsce lub wicemistrzostwo |
| Brązowy                                                               | 3. miejsce lub II wicemistrzostwo |
| Zielony                                                               | Ukończył, punktował (w klasyfikacji generalnej, gdy zdobył co najmniej jeden punkt na przestrzeni sezonu, poza trzema powyższymi opcjami) |
| Niebieski                                                             | Ukończył, nie punktował (w klasyfikacji generalnej, gdy nie zdobył co najmniej jednego punktu na przestrzeni sezonu)                      |
| Czerwony                                                              | Nie zakwalifikował się (NZ) |
| Czerwony                                                              | Nie prekwalifikował się (NPK) |
| Różowy                                                                | Nie ukończył (NU) |
| Różowy                                                                | Niesklasyfikowany (NS) (w klasyfikacji generalnej, gdy nie został sklasyfikowany w żadnym wyścigu sezonu)                                 |
| Czarny                                                                | Zdyskwalifikowany (DK) |
| Czarny                                                                | Wykluczony (WYK/EX) |
| Biały                                                                 | Nie wystartował (NW) |
| Biały                                                                 | Kontuzjowany (K/INJ) |
| Biały                                                                 | Wyścig odwołany (OD/C) |
| Bez koloru                                                            | Został wycofany (WYC/WD) |
| Bez koloru                                                            | Nie przybył (NP/DNA) |
| Bez koloru                                                            | Nie brał udziału w treningach (NT/DNP) |
| Bez koloru                                                            | Nie został zgłoszony (–) |
| Pogrubienie                                                           | Start z pole position |
| Kursywa                                                               | Najszybsze okrążenie wyścigu |
| †                                                                     | Nie ukończył, ale jego rezultat został zaliczony ze względu na przejechanie więcej niż 90% dystansu wyścigu.                              |
| *                                                                     | Sezon w trakcie |
| 1/2/3                                                                 | Punktowana pozycja w sprincie kwalifikacyjnym                                                                                             |
| Lista systemów punktacji Formuły 1                                    | |

| Sezon | Zespół           | Silnik  | Kierowcy            | Wyniki w poszczególnych eliminacjach | Wyniki w poszczególnych eliminacjach | Wyniki w poszczególnych eliminacjach | Wyniki w poszczególnych eliminacjach | Wyniki w poszczególnych eliminacjach | Wyniki w poszczególnych eliminacjach | Wyniki w poszczególnych eliminacjach | Wyniki w poszczególnych eliminacjach | Wyniki kierowców | Wyniki kierowców | Wyniki konstruktora | Wyniki konstruktora |
| 1955  |                  |         |                     | Argentyna                            | Monako                               | Stany Zjednoczone                    | Belgia                               | Holandia                             | Wielka Brytania                      | Włochy                               |                                      | Pkt.             | Msc.             | Pkt.                | Msc.                |
| ----- | ---------------- | ------- | ------------------- | ------------------------------------ | ------------------------------------ | ------------------------------------ | ------------------------------------ | ------------------------------------ | ------------------------------------ | ------------------------------------ | ------------------------------------ | ---------------- | ---------------- | ------------------- | ------------------- |
| 1955  | Scuderia Ferrari | Ferrari | Harry Schell        | -                                    | NU                                   | -                                    | -                                    | -                                    | -                                    | -                                    |                                      | 0                | 27               | –                   | –                   |
| 1955  | Scuderia Ferrari | Ferrari | Paul Frère          | -                                    | 8*                                   | -                                    | 4                                    | -                                    | -                                    | -                                    |                                      | 3                | 15               | –                   | –                   |
| 1955  | Scuderia Ferrari | Ferrari | Piero Taruffi       | -                                    | 8*                                   | -                                    | -                                    | -                                    | -                                    | -                                    |                                      | 0 (9)            | 6                | –                   | –                   |
| 1955  | Scuderia Ferrari | Ferrari | Giuseppe Farina     | -                                    | -                                    | -                                    | 3                                    | -                                    | -                                    | -                                    |                                      | 4 (10,33)        | 5                | –                   | –                   |
| 1955  | Scuderia Ferrari | Ferrari | Maurice Trintignant | -                                    | -                                    | -                                    | 6                                    | NU                                   | -                                    | 8                                    |                                      | 0 (11,33)        | 4                | –                   | –                   |
| 1955  | Scuderia Ferrari | Ferrari | Mike Hawthorn       | -                                    | -                                    | -                                    | -                                    | 7                                    | -                                    | NU                                   |                                      | 0                | 26               | –                   | –                   |
| 1955  | Scuderia Ferrari | Ferrari | Eugenio Castellotti | -                                    | -                                    | -                                    | -                                    | 5                                    | -                                    | 3                                    |                                      | 2 (12)           | 3                | –                   | –                   |
| 1955  | Scuderia Ferrari | Ferrari | Umberto Maglioli    | -                                    | -                                    | -                                    | -                                    | -                                    | -                                    | 6                                    |                                      | 0 (1,33)         | 21               | –                   | –                   |
| 1956  |                  |         |                     | Argentyna                            | Monako                               | Stany Zjednoczone                    | Belgia                               | Francja                              | Wielka Brytania                      |                                      | Włochy                               | Pkt.             | Msc.             | Pkt.                | Msc.                |
| 1956  | Scuderia Ferrari | Ferrari | Peter Collins       | NU                                   | -                                    | -                                    | -                                    | -                                    | -                                    | -                                    | -                                    | 0 (25)           | 3                | –                   | –                   |
| 1956  | Scuderia Ferrari | Ferrari | Olivier Gendebien   | 5                                    | -                                    | -                                    | -                                    | -                                    | -                                    | -                                    | -                                    | 2                | 23               | –                   | –                   |

* – samochód współdzielony